# Ptininae
Sous-famille
Les Ptininae sont une sous-famille de quelque 500 espèces de Coléoptères. Ils présentent un corps rond, dépourvu d'ailes et de longues pattes minces. Ils sont généralement longs de 1 à 5 mm. Les larves et les adultes sont des charognards. Ils se reproduisent au taux de deux à trois générations par an. Ils sont parfois considérés comme une famille à part entière.

## Liste des sous-familles, genres et espèces
Selon Catalogue of Life (27 août 2014) :
- genre Actenobius
- genre Anobiopsis
- genre Anobium
- genre Byrrhodes
- genre Caenocara
- genre Calymmaderus
- genre Calytheca
- genre Colposternus
- genre Cryptorama
- genre Cryptoramorphus
- genre Ctenobium
- genre Dasytanobium
- genre Desmatogaster
- genre Dorcatoma
- genre Episernus
- genre Ernobius
- genre Euceratocerus
- genre Eucrada
- genre Euvrilletta
- genre Falsogastrallus
- genre Gastrallus
- genre Hadrobregmus
- genre Hedobia
- genre Hemicoelus
- genre Holcobius
- genre Lasioderma
- genre Megorama
- genre Mesocoelopus
- genre Microbregma
- genre Microzogus
- genre Mirosternus
- genre Neohedobia
- genre Neoxyletobius
- genre Nicobium
- genre Oligomerus
- genre Ozognathus
- genre Paralobium
- genre Petalium
- genre Platybregmus
- genre Priobium
- genre Protheca
- genre Ptilineurus
- genre Ptilinobium
- genre Ptilinus
- genre Sculptotheca
- genre Stagetus
- genre Stegobium
- genre Stichtoptychus
- genre Striatheca
- genre Tipnus (Thomson, 1863)
- genre Trichodesma
- genre Tricorynus
- genre Utobium
- genre Vrilletta
- genre Xarifa
- genre Xeranobium
- genre Xestobium
- genre Xyletinus
- genre Xyletobius
- genre Xyletomerus

Selon ITIS (27 août 2014) :
- sous-famille Alvarenganiellinae Viana & Martinez, 1971
- sous-famille Anobiinae Fleming, 1821
- sous-famille Dorcatominae C. G. Thomson, 1859
- sous-famille Dryophilinae LeConte, 1861
- sous-famille Ernobiinae Pic, 1912
- sous-famille Eucradinae LeConte, 1861
- sous-famille Mesocoelopodinae Mulsant & Rey, 1864
- sous-famille Ptilininae Shuckard, 1840
- sous-famille Xyletininae Gistel, 1856